# Parque nacional Defileul Jiului
El parque nacional Defileul Jiului (en rumano: Parcul Naţional Defileul Jiului) es un área protegida (parque nacional de la categoría II de la UICN), situado en Rumania en los distritos Gorj (92%) y Hunedoara (8%).
El parque nacional se encuentra a lo largo del desfiladero formado por el río Jiu, entre las montañas Valcan, y las montañas de Parang (unsubgrupo de las montañas de los Cárpatos meridionales) en la parte norte del distrito de Gorj.
Defileul Jiului cuenta con una superficie de 11.127 hectáreas, fue declarada área protegida por la decisión del de Gobierno número 2151 en 2004 (publicado en el Libro Oficial rumano número 38 del 12 de enero de 2005), y representa un área que alberga una gran variedad de flora y fauna.